# Kloster Piedra
Das Kloster Piedra (Nuestra Señora de Piedra; Petra) ist eine ehemalige Zisterzienserabtei in der Gemeinde Nuévalos, Provinz Saragossa, in Aragonien in Spanien, rund 28 km südwestlich von Calatayud. Das Kloster liegt am rechten Ufer des Rio Piedra, der hier mehrere Wasserfälle bildet.

## Geschichte

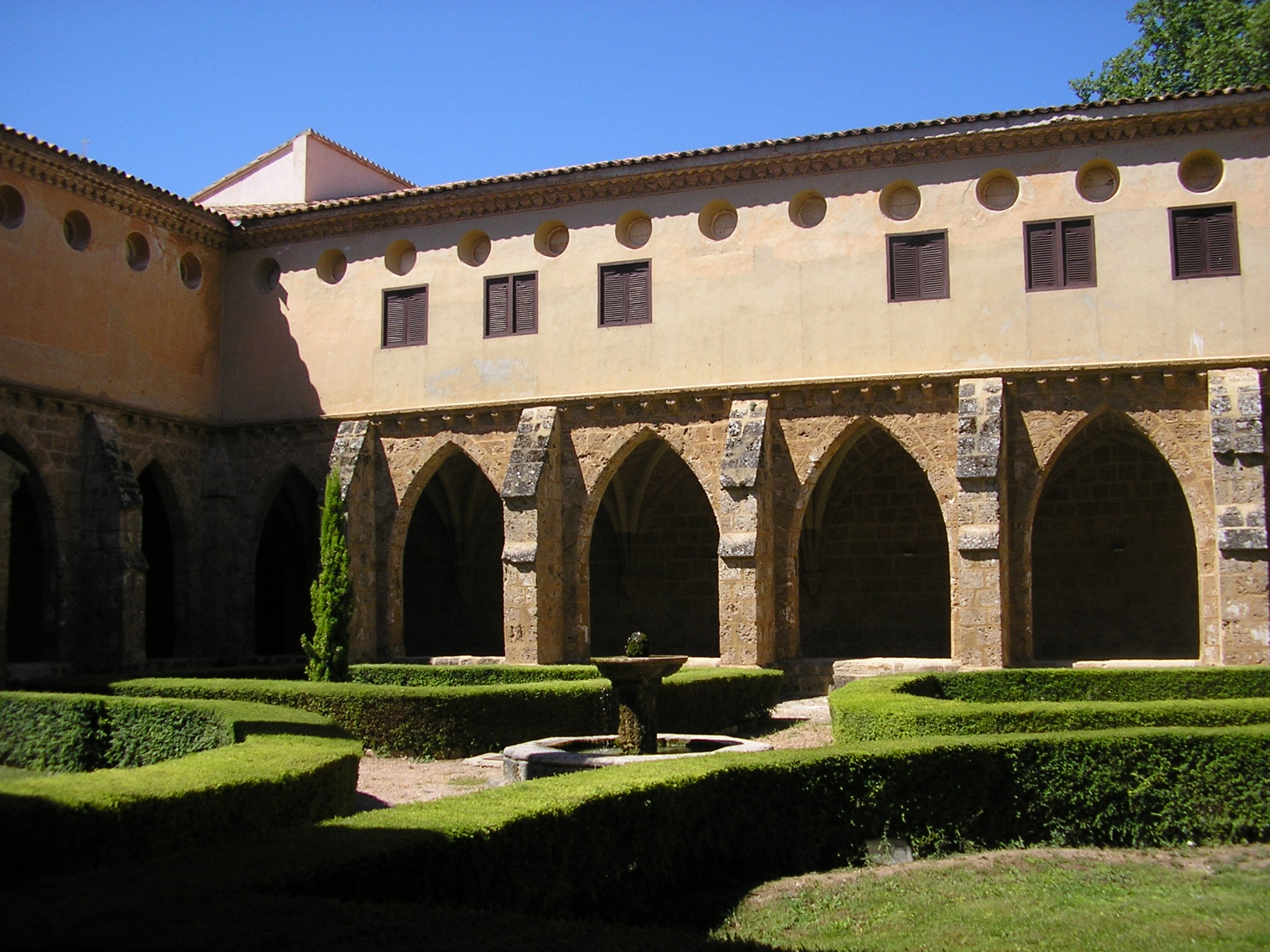
Kreuzgang

Das Kloster geht auf eine Stiftung des Königs Alfons II. von Aragonien im Jahr 1164 zurück. Zur Errichtung des Klosters als Tochterkloster des Klosters Poblet aus der Filiation der Primarabtei Clairvaux in der alten arabischen Burg von Piedra Vieja kam es aber erst 1194. Das schon in den Wirren der Jahre 1820 bis 1823 in Mitleidenschaft gezogene Kloster bestand bis zur Klosteraufhebung (Desamortisation) unter der Regierung von Juan Álvarez Mendizábal im Jahr 1835. In den Folgejahren wurde es gebrandschatzt und geplündert, bis es nach der Veräußerung an Privateigentümer im Jahr 1840 weitgehend wiederaufgebaut wurde. Das Hauptgebäude ist heute ein Hotel. Um das Kloster liegt ein Landschafts- und Vogelpark.

## Bauten und Anlage

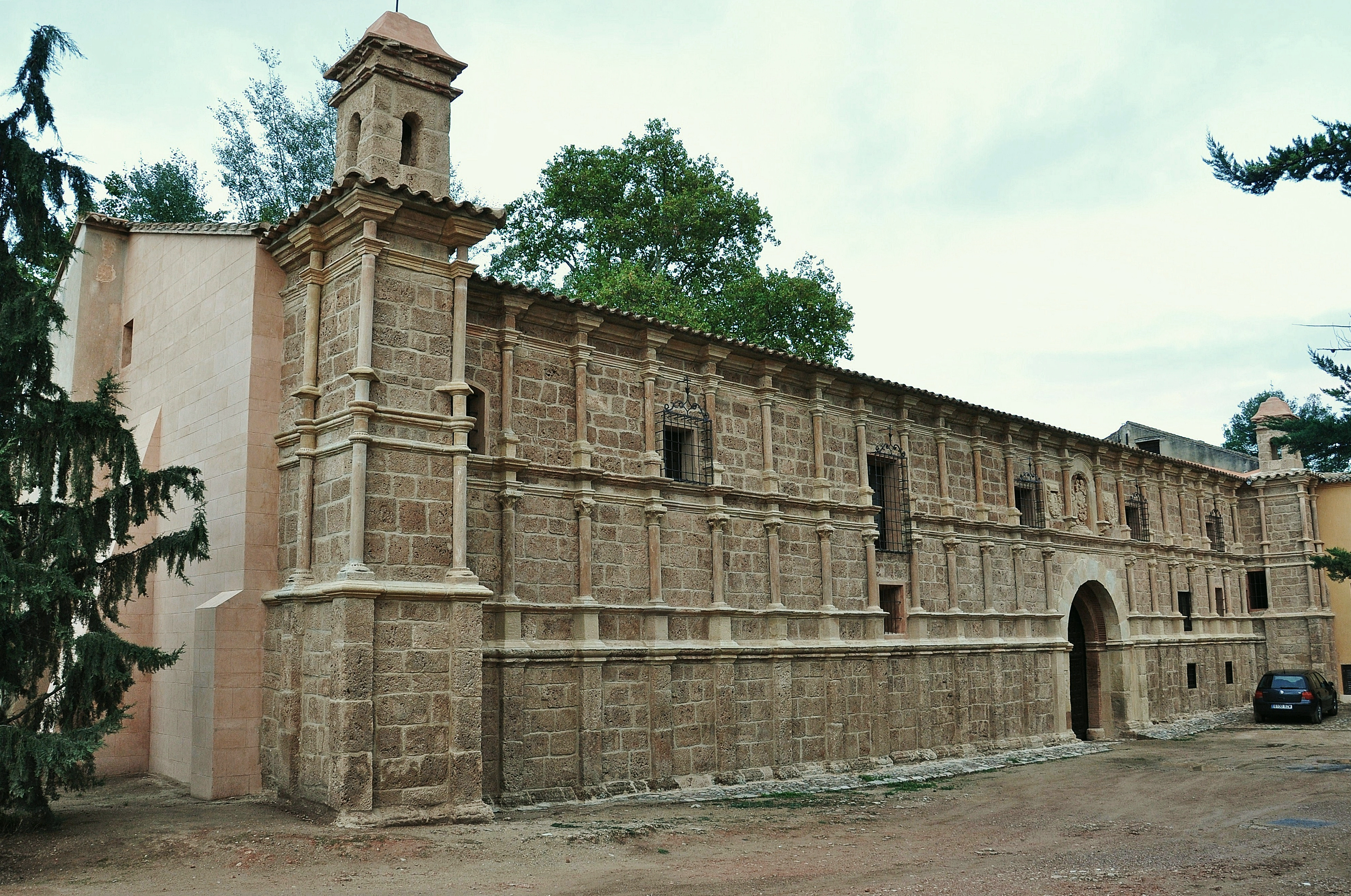
Außenansicht

Die ummauerte Anlage wird durch einen Turm (Torre del homenaje) betreten. Die Anlage folgt dem bernhardinischen Plan mit der Kirche im Norden und der südlich anschließenden Klausur. Die ruinöse dreischiffige Kirche in Form eines lateinischen Kreuzes mit einem fünfjochigen Langhaus und zwei schmalen Seitenschiffen weist zwei zweijochige Querhäuser mit je zwei rechteckigen Kapellen auf; an das nördliche Querhaus schließt eine Barockkapelle an. Der Hauptchor besitzt einen 5/8-Schluss. Die Gewölbe der Ostteile, des südlichen Querhauses und des südlichen Seitenschiffs sind erhalten. Auch die Abmauerung des Mönchsbereichs steht noch. Im Übrigen wurde die Kirche in der ersten Hälfte des 19. Jahrhunderts zerstört, die Westfassade mit einer Rosette steht aber aufrecht. Erhalten sind der mittelalterliche, nahezu quadratische kreuzgratgewölbte Kreuzgang mit Biforienfenstern des Kapitelsaals, der neunjochige quadratische Kapitelsaal aus dem 13. Jahrhundert, das einschiffige Refektorium und die Küche. Die Anlage ist teilweise unterkellert. Der Konversentrakt im Westen (heute Weinmuseum) ist durch einen überwölbten Gang von der Klausur getrennt. Das Kloster wurde im Jahr 1983 zum Monumento Histórico-Artístico (Bien de Interés Cultural) erklärt.